# جغرافیای شهری

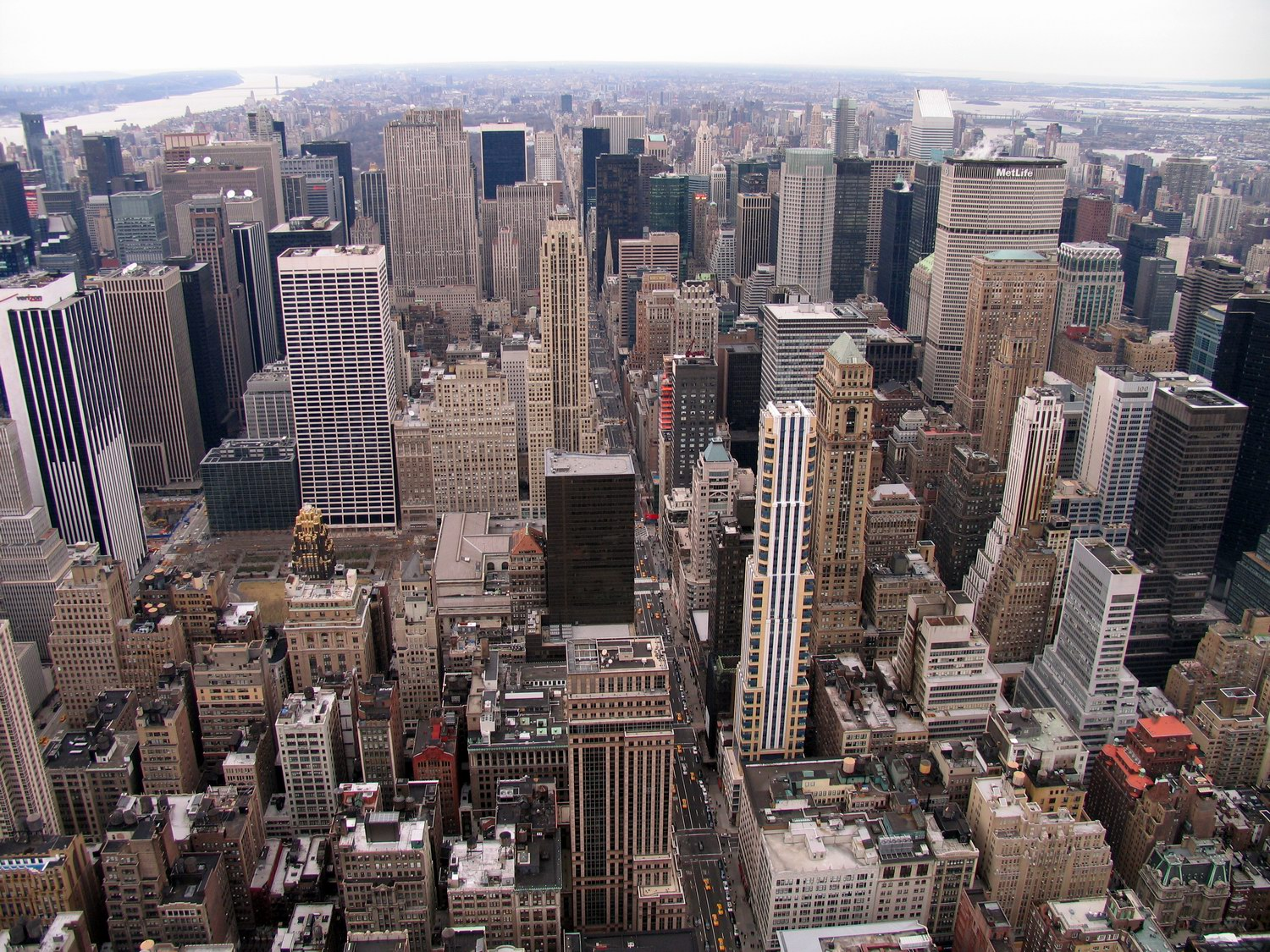
نیویورک، یکی از بزرگ‌ترین مناطق شهری دنیا

جغرافیای شهری یکی از گرایش‌های دانش جغرافیا است که به مطالعه بخش‌هایی از سطح زمین که دارای
تمرکز و و تراکم بالای ساختمان‌ها و زیرساخت‌ها است می‌پردازد. به‌طور عمده شهرها و شهرک‌ها زیستگاه انسانی با تراکم جمعیت بالا هستند که بخش عمده فعالیت‌های اقتصادی نوع دوم و نوع سوم در آن‌ها صورت می‌گیرد.